# Тоа-Мару
Тоа-Мару (Toa Maru) — судно, яке під час Другої світової війни брало участь у операціях японських збройних сил на Соломонових островах та у Мікронезії.

## Передвоєнна історія
«Тоа-Мару» спорудили в 1934 році на верфі компанії Kawasaki Dockyard у Кобе на замовлення Iino Shoji Steamship. Танкер був здатний перевозити 93 тисячі барелів нафти.
1 вересня 1941-го судно реквізували для потреб Імперського флоту Японії. З 20 вересня по 15 жовтня судно пройшло певну модернізацію на верфі ВМФ у Куре. Відомо, що воно мало озброєння з однієї 120-мм гармати.

## Перебування на Маршаллових островах
9—15 грудня 1941-го «Тоа-Мару» здійснило перехід із Куре на атол Трук у центральній частині Каролінських островів (тут ще до війни створили потужну базу японського ВМФ, з якої до лютого 1944-го провадились операції в цілому ряді архіпелагів). 29 грудня воно полишило Трук та 1 січня 1942-го прибуло на атол Кваджелейн (Маршаллові острови), після чого протягом місяця перебувало тут, здійснюючи бункерування підводних човнів.
1 лютого 1942-го американське авіаносне з'єднання здійснило рейд на Кваджелейн, під час якого Тоа-Маур зазнало певних пошкоджень. По завершенні аварійного ремонту судно 19 лютого полишило Маршаллові острови та 27 числа прибуло до Куре, де до початку квітня проходило повноцінний ремонт.

## Рейс до Південно-Східної Азії
10 квітня 1942-го «Тоа-Мару» вийшло з Куре та попрямувало в Південно-Східну Азію. 20 квітня воно досягнуло Пенангу на західному узбережжі півострова Малакка, 1—2 травня відвідало Сінгапур, а 5—8 травня провело в Балікпапані (один з центрів нафтової промисловості острова Борнео). Прийнявши тут вантаж нафти, «Тоа-Мару» 16 травня прибуло до японського порту Токуяма.

## Операція проти Мідвею та Алеутських островів
Наприкінці травня 1942-го «Тоа-Мару» та ще один танкер призначили для забезпечення діяльності загону адмірала Такасу Сіро, який діяв у районі Алеутських островів у межах алеутсько-мідвейської операції. 28 травня танкери вийшли з бази та провели в морі три тижні, здійснюючи бункерування бойових кораблів. Похід завершився прибуттям «Тоа-Мару» до Йокосуки 17 червня.

## Діяльність на Соломонових островах
У липні — на початку серпня 1942-го «Тоа-Мару» здійснив рейс до Мірі — одного з центрів нафтовидобутку у британській частині острова Борнео. Невдовзі після його повернення сталась висадка союзників на сході Соломонових островів, що започаткувало семимісячну битву за Гуадалканал. У другій половині серпня «Тоа-Мару» опинився на сході Каролінських островів на атолі Трук (тут ще до війни створили потужну базу японського ВМФ, з якої до лютого 1944-го провадились операції в цілому ряді архіпелагів), а 1 вересня 1942-го вирушив звідси на захід Соломонових островів під ескортом есмінця «Новакі». 6 вересня вони прибули до якірної стоянки Шортленд — прикритої групою невеликих островів Шортленд акваторії біля південного завершення острова Бугенвіль, де зазвичай відстоювались бойові кораблі та перевалювались вантажі для подальшого вирядження на схід Соломонових островів. Тут «Тоа-Мару» провів бункерування групи важких крейсерів і того ж 6 вересня вирушив у супроводі «Новакі» назад, маючи на буксирі пошкоджений есмінець «Сіракумо». 9 числа вони прибули на Трук (надалі «Сіракумо» пройшов на ремонт до Куре своїм ходом).
Станом на кінець вересня 1942-го «Тоа-Мару» був у Рабаулі  – головній передовій базі японців у архіпелазі Бісмарку, з якої провадились операції на Соломонових островах та сході Нової Гвінеї. 29 вересня — 1 жовтня він у супроводі есмінця «Сігуре» здійснив перехід до стоянки Шортленд, де провів певний час здійснюючи бункерування кораблів. Надалі він відвідав Буку (порт на однойменному острові біля північного узбережжя Бугенвіля), а 30 жовтня повернувся у Японію до Куре.
18 листопада 1942-го «Тоа-Мару» вирушив з Куре та на початку грудня вже був на стоянці Шортленд. 10 грудня під час атаки авіації танкер отримав пошкодження, які були остаточно усунуті лише в березні наступного року. Втім, він продовжив бункерування на Шортленді, а потім взяв участь у забезпеченні діяльності переобладнаного гідроавіаносця «Саньо-Мару». Останній отримав пошкодження під час роботи у Реката-Бей на острові Санта-Ісабель (на схід від Бугенвіля та суттєво ближче до Гуадалканалу) та був приведений на буксирі до Бугенвіля, проте у підсумку визнали доцільним і далі використовувати його без відправки на ремонт. 27 грудня «Тоа-Тоа» пришвартувався поряд з «Саньо-Мару» та подав на нього енергію, тоді як інше судно повело гідроавіаносець на буксирі назад до Реката-Бей. На початку січня 1943-го подальші авіанальоти завдали нових пошкоджень «Саньо-Мару», після чого 9 січня його повели на буксирі на Трук. «Тоа-Мару» все-так же прямував поряд. 14 січня судна стали ціллю для американського підводного човна USS Nautilus, який дав залп із 5 торпед. Одна з них влучила у «Тоа-Мару», проте не здетонувала. 17 січня японський загін прибув на Трук.
14 лютого 1943-го «Тоа-Мару» полишив Трук, а 14 березня прибув до Куре. Під час перебування у Японії він 22 травня зіткнувся із важким крейсером «Могамі», проте отримав лише незначні пошкодження.

## Рейси до Мікронезії
7 липня 1943-го «Тоа-Мару» полишив японський порт Саєкі разом з конвоєм O-703, який прямував на Палау (важливий транспортний хаб на заході Каролінських островів). 10 липня він відокремився від цього загону та 14 числа прибув на Трук.
У наступні кілька місяців танкер здійснював рейси до Нідерландської Ост-Індії, доправляючи звідти пальне на Трук. Перший такий похід він почав 23 липня 1943-го, коли вирушив разом з конвоєм № 7233 на Палау. Потім «Тоа-Мару» пройшов до острова Таракан (один з центрів нафтовидобутку на Борнео), в якийсь момент опинився в Манілі, а 24 серпня вийшов з неї у складі конвою № 8283, який пройшов через Палау та прибув на Трук 2 вересня. 
10 вересня 1943-го «Тоа-Мару» вирушив до Палау (на першій ділянці маршруту його супроводжував есмінець «Таманамі»), звідки 17—20 вересня пройшов до порту Давао (південне узбережжя філіппінського острова Мінданао) разом з конвоєм № 2610, а через кілька діб прибув до Таракану. Потім танкер побував також у Балікпапані, а 13 жовтня прибув з вантажем на Трук (на останній ділянці маршруту його супроводжував есмінець «Асанагі»).
30 жовтня 1943-го почався третій похід «Тоа-Мару» до Борнео, при цьому певний час його (та ще один танкер) ескортував есмінець «Сімакадзе». 6—8 листопада танкери прийняли вантаж на Таракані, після чого рушили до Балікпапану у супроводі есмінця «Хібікі». 9 листопада на північному вході до Макассарської протоки підводний човен USS Rasher дав залп із чотирьох торпед, при цьому одна пройшла під «Тоа-Мару», а друга влучила в танкер, але не здетонувала. 14—21 листопада «Тоа-Мару» пройшов у складі конвою з Балікпапану на Трук.
20 листопада 1943-го американці почали висадку на острови Гілберта. Хоча в підсумку японське командування не наважилось протидіяти цьому надводними силами, проте «Тоа-Мару» та ще один танкер у супроводі чотирьох есмінців попрямували на Маршаллові острови, щоб забезпечити бункерування крейсерського загону, який вийшов з Труку 24 листопада. 25 листопада за півтори сотні кілометрів на північ від Понпеї (східні Каролінські острови) підводний човен USS Searaven перехопив танкерну групу та дав залп із чотирьох торпед. Одна з них вразила «Тоа-Мару» в районі машинного відділення, що призвело до загибелі судна. Також були втрачені 18 членів екіпажу, ще 117 осіб врятував та доправив на Трук есмінець «Акігумо».